# Джума-намаз
Джума́-нама́з (араб. صلاة الجمعة, досл. «п'ятнична молитва») — обов'язкова колективна молитва мусульман. Здійснюється в п'ятницю під час полуденної молитви в мечетях. Вчинення джума-намазу наказано в Корані.

## Обов'язок
П'ятнична молитва є обов'язковою для вільних, повнолітніх чоловіків. Для жінок, дітей і фізично немічних людей п'ятнична молитва є бажаною, але необов'язковою. Сучасні богослови вважають відвідування колективних намазів жінками, в тому числі і літніми, небажаним. Мусульманам заборонено залишати п'ятничну молитву без вагомої причини. У разі стихійних лих (сильні морози, загроза сходження лавин, зливові дощі тощо) п'ятнична молитва стає необов'язковою.

## Порядок здійснення
Перед молитвою мусульманину бажано зробити повне омовіння, обстригти нігті і надіти чистий, святковий одяг. Бажано також надушитися пахощами. Їсти часник, цибулю та інші продукти з гострим запахом перед відвідуванням мечеті заборонено. Перед молитвою вимовляється другий за рахунком азан і читається спеціальна проповідь — хутба. Проповідь складається з двох частин. Між цими частинами проповіді імама бажано сісти на короткий час. Після проповіді мусульмани здійснюють за імамом дворакаатний намаз. Вчинення п'ятничної молитви звільняє від обов'язку здійснення полуденної молитви.